# Nikon D70s
Nikon D70s är en digital systemkamera med autofokus tillverkad av Nikon.
Kameran är en uppdatering av Nikon D70 och har prestanda som ligger ungefär i linje med Canon EOS 350D och Konica Minolta Dynax 5D. Visserligen har Konica-Minolta Dynax 5D större LCD-skärm samt en bildstabilisator inbyggd i kamerahuset, men D70s har en betydligt längre batteritid och ett något bättre utbud av optik på begagnatmarknaden. En viktig fördel gentemot bland annat Canon är att "gamla" objektiv, tillverkade av Nikon, med autofokus fungerar fullt ut med detta kamerahus.